# Södra Öretjärnen, Värmland
Södra Öretjärnen är en sjö i Hagfors kommun i Värmland och ingår i Göta älvs huvudavrinningsområde.